# Seznam krajev Unescove svetovne dediščine na Portugalskem
Organizacija Združenih narodov za izobraževanje, znanost in kulturo (UNESCO) označuje območja svetovne dediščine izjemne univerzalne vrednosti za kulturno ali naravno dediščino, ki so jih predlagale države podpisnice Unescove konvencije o svetovni dediščini, ustanovljene leta 1972. Kulturno dediščino sestavljajo spomeniki (kot so arhitekturna dela, monumentalne skulpture ali napisi), skupine zgradb in najdišča (vključno z arheološkimi najdišči). Naravna dediščina je opredeljena kot naravne značilnosti (ki jih sestavljajo fizične in biološke formacije), geološke in fiziografske formacije (vključno s habitati ogroženih vrst živali in rastlin) ter naravna območja, ki so pomembna z vidika znanosti, ohranjanja ali naravne lepote. Portugalska je ratificirala konvencijo 30. septembra 1980.
Na Portugalskem je 17 območij svetovne dediščine, nadaljnjih 18 pa je na poskusnem seznamu. Prva štiri mesta, navedena na Portugalskem, so bila samostan sv. Hieronima in stolp Belém v Lizboni, samostan Batalha, samostan Kristusovega reda, Tomar in mesto Angra do Heroísmo leta 1983. Najnovejši dodatki na seznam leta 2019 sta bila Svetišče Bom Jesus do Monte v Bragi in palača Mafra z lovskim parkom. Eno območje, Laurisilva, je na otoku Madeira in je edino naravno območje na Portugalskem; druga mesta so kulturna. Na arhipelagu Azori sta dve lokaciji. Lokacijo Prazgodovinska skalna umetnost v dolini Coa in Siegi Verde si deli s Španijo, in je edino nadnacionalno najdišče na Portugalskem.

## Mesta svetovne dediščine
Unesco navaja območja po desetih merilih; vsaka prijava mora izpolnjevati vsaj enega od kriterijev. Kriteriji od i do vi so kulturni, od vii do x pa naravni.
| Ime                                                                                              | Slika | Lokacija                             | Leto vpisa | Kriteriji                       | Opis |
| ------------------------------------------------------------------------------------------------ | --- | ------------------------------------ | ---------- | ------------------------------- | --- |
| Center starega mesta Angra do Heroísmo na Azorih                                                 | Coastal town with white houses and churches with red roofs                                                  | Terceira (otok)                      | 1983       | 206; iv, vi (kulturno)          | Mesto je bilo ustanovljeno v poznem 15. stoletju v dobi velikih odkritij. 400 let, do pojava parnikov, je služil kot pristanišče za ladje, ki so plule v ekvatorialno Afriko ter Vzhodno in Zahodno Indijo ter nazaj v Evropo. Obrambni sistem mesta vključuje utrdbi São Sebastiã in São João Baptista. Obstaja več baročnih cerkva. Mesto je bilo močno poškodovano v potresu leta 1980, vendar je bilo od takrat v veliki meri obnovljeno. |
| Samostan sv. Hieronima in Stolp Belém v Lizboni                                                  | White tower near the sea                                                                                    | Lizbona                              | 1983       | 263bis; iii, vi (kulturno)      | Tako samostan kot stolp, ki sta v okrožju Belém v Lizboni ob reki Tajo, sta simbolično povezana z dobo odkritij, ko je Portugalska raziskovala svet. Samostan je bil ustanovljen v spomin na princa Henrika Pomorščaka in da bi menihi molili za kralja in pomorščake. Stolp (na sliki) je bil zgrajen v spomin na potovanje Vasca da Game in za zaščito pristanišča. Obe stavbi sta bili zgrajeni v začetku 16. stoletja v manuelinskem slogu. Leta 2008 je prišlo do manjše spremembe meja območja.                                                                     |
| Samostan Batalha                                                                                 | Gothic church                                                                                               | Batalha                              | 1983       | 264; i, ii (kulturno)           | Dominikanski samostan Batalha je bil zgrajen v zgodnjem 15. stoletju v spomin na portugalsko zmago nad Kastiljci v bitki pri Aljubarrota leta 1385. Samostan je mojstrovina gotske arhitekture s kasnejšimi dodatki v manuelinskem slogu. Več kot dve stoletji je služil kot pomembna delavnica za portugalsko monarhijo, kot kraj, kjer so se določale značilnosti nacionalne umetnosti. |
| samostan Kristusovega reda v Tomarju                                                             | Christian religious building with a bell                                                                    | Tomar                                | 1983       | 265; i, vi (kulturno)           | Samostan je bil ustanovljen v 12. stoletju kot templjarska trdnjava. Ko je bil red v 14. stoletju razpuščen, se je portugalska veja spremenila v viteze Kristusovega reda, ki so kasneje podpirali portugalska pomorska odkritja v 15. stoletju. Samostan, zgrajen v razponu več stoletij, ima elemente romanske, gotske, manuelinske, renesančne, manieristične in baročne arhitekture. |
| Zgodovinski center Évore                                                                         | Ruins of a classical columned temple                                                                        | Évora                                | 1986       | 361; ii, iv (kulturno)          | Mesto Évora je najboljši primer mesta zlate dobe Portugalske (saj je bila Lizbona v veliki meri uničena v potresu leta 1755). Mesto je dom spomenikov iz različnih obdobij, vključno z rimskim templjem (na sliki), mavrskimi utrdbami ter cerkvami in palačami, zgrajenimi po 15. stoletju, ko je Évora postala rezidenca portugalskih monarhov. Značilnost mesta so pobeljene hiše iz 16. do 18. stoletja. Okrašene so s poslikanimi ploščicami (azulejos) in balkoni iz kovanega železa. Spomeniki Évore so navdihnili portugalsko kolonialno arhitekturo v Braziliji. |
| Samostan Alcobaça                                                                                | Church facade integrated into a complex of white buildings with red roofs                                   | Alcobaça                             | 1989       | 505; i, iv (kulturno)           | Cistercijanski samostan je bil ustanovljen v 12. stoletju in je postal kulturno, versko in politično regionalno središče. Cerkev in samostanske stavbe so bile zgrajene v 13. stoletju v gotskem slogu, medtem ko je bila fasada prenovljena v 18. stoletju v baročnem slogu. Tudi kuhinja je iz 18. stoletja. V cerkvi sta dvojni grobnici kralja Pedra I. in Inês de Castro iz leta 1360, ki sta odlična primera gotskih nagrobnih skulptur. |
| Kulturna krajina Sintra                                                                          | Aerial view of a castle with a white façade and orange roofs                                                | Sintra                               | 1995       | 723; ii, iv, v (kulturno)       | Kulturna krajina je v gorovju Sintra. V 19. stoletju je območje postalo središče romantične arhitekture. Pomembne znamenitosti so palača Pena, porušeni samostan, spremenjen v grad v eklektični kombinaciji slogov, narodna palača Sintra (na sliki), Quinta da Regaleira, palača Monserrate in grad Mavrov. V parkih ob palačah raste več eksotičnih rastlinskih vrst. |
| Zgodovinski center Porta, most Ludvika I. in samostan Serra do Pilar                             | Metal bridge across a river and city centre built on a hillside                                             | Porto                                | 1996       | 755; iv (kulturno)              | Mesto Porto leži ob izlivu reke Duero. Prvotno feničansko trgovsko naselje je bilo mesto stalno naseljeno že od rimskih časov. Spomeniki v mestu so iz različnih obdobij: stolnica je bila zgrajena v romaniki, cerkev Santa Clara v manuelinskem slogu in borzna palača v neoklasicističnem slogu. |
| Prazgodovinska skalna umetnost v dolini Coa in Siegi Verde*                                      | Rock carvings of animals including a horse                                                                  | regiija Douro                        | 1998       | 866bis; i, iii (kulturno)       | To dediščina obsega dve lokaciji z vklesanimi skalami na prostem. Portugalsko območje, uvrščeno na seznam leta 1998, je v dolini Côa. Najdišče Siega Verde v Španiji je bilo dodano kot razširitev leta 2010. Rezbarije, ki predstavljajo zlasti živali (več kot 5000 figur), so bile izdelane v več tisočletjih, od zgornjega paleolitika do magdalenskega/epipaleolitika (22.000 do 8.000 pr. n. št.). |
| Laurisilva na Madeiri                                                                            | Old roads and passages between villages and other places in Madeira Island surrounded by prehistoric forest | Madeira                              | 1999       | 934; ix, x (naravno)            | Gozdovi lovorja na Madeiri predstavljajo relikt gozdnega tipa, ki je pred 40 do 15 milijoni let pokrival velike dele južne Evrope. Gozd sestavljajo predvsem zimzelena drevesa in grmovnice s ploščatimi temnozelenimi listi. Ekosistem, ki je večinoma prvinski gozd, je dom številnim rastlinskim in živalskim vrstam, med katerimi je več endemičnih. |
| Zgodovinsko središče Guimarãesa in Couros Zone                                                   | A monument in front of a castle                                                                             | Guimarães                            | 2001       | 1031bis; ii, iii, iv (kulturno) | Kot dom vojvod, ki so v 12. stoletju razglasili neodvisnost, je Guimarães pomembno mesto v zgodovini Portugalske. Služil je kot prva prestolnica države. Okoli gradu in samostanskega kompleksa je potekal razvoj srednjeveškega mesta. Med poznim 15. in 17. stoletjem so bile v zgodovinskem središču, ki je dobro ohranjeno, zgrajene plemiške hiše in meščanske stavbe. Posebne gradbene tehnike, razvite v Guimarãesu v srednjem veku, so se prenesle v portugalske kolonije v Afriki in Ameriki. Območje Couros z usnjarnami je bilo dodano leta 2023.              |
| Vinska regija Alto Douro                                                                         | A river with terraced vineyards                                                                             | provinca Trás-os-Montes e Alto Douro | 2001       | 1046; ii, iv, v (kulturno)      | Dolina reke Duero in njenih glavnih pritokov je kulturna krajina, kjer vino pridelujejo že približno dve tisočletji. Pokrajino so oblikovale človeške dejavnosti, s terasastimi vinogradi, quintas (vinogradniškimi posestvi), cestami in kapelicami. Od sredine 18. stoletja je bil najbolj znan proizvod v regiji portovec. |
| Vinogradniška kulturna pokrajina otoka Pico                                                      | Vineyards with low walls built of boulders and the sea in the distance                                      | Pico (otok)                          | 2004       | 1117rev; iii, v (kulturno)      | Proizvodnja vina na otoku Pico se je začela v 15. stoletju. Da bi zaščitili kmetije in vinograde pred vetrom in morsko vodo, so kmetje čez otok zgradili mrežo dolgih kamnitih zidov. Stavbe, povezane z vinogradništvom, vključujejo graščine iz zgodnjega 19. stoletja, vinske kleti, pristanišča in cerkve. Proizvodnja vina na otoku je dosegla vrhunec v 19. stoletju in nato upadla. V 21. stoletju se nadaljuje v manjšem obsegu. |
| Obmejno garnizijsko mesto Elvas in njegove utrdbe                                                | Ramparts of Elvas                                                                                           | Elvas                                | 2012       | 1367bis; iv (kulturno)          | Mesto Elvas je blizu meje s Španijo. Portugalska se je leta 1640 ponovno osamosvojila od Španije in okoli mesta je bil zgrajen zapleten sistem utrdb s suhim jarkom (zvezdasta utrdba). Zasnoval jo je nizozemski jezuitski duhovnik padre Cosmander v skladu z najnovejšimi nizozemskimi obrambnimi trendi. Mesto vključuje tudi utrdbo Nossa Senhora da Graça iz 18. stoletja in akvadukt Amoreira iz 16. stoletja. Leta 2013 je prišlo do manjše spremembe meja območja.                                                                                               |
| Univerza v Coimbri – Alta in Sofia                                                               | Palace courtyard, university buildings                                                                      | Coimbra                              | 2013       | 1387bis; ii, iv, vi (kulturno)  | Univerza v Coimbri je bila ustanovljena konec 13. stoletja na hribu nad mestom (Alta). Leta 1537 se je preselila v kraljevo palačo Alcáçova in kasneje razvila vrsto visokih šol. Služila je kot predloga za univerze v portugalsko govorečem svetu. Mesto Coimbra je močno prepleteno z univerzo. Nekatere ključne stavbe so stara stolnica iz 12. stoletja, baročna knjižnica Joanina, kapela São Miguel in fakultete vzdolž sofijske ulice v mestu. Leta 2019 je prišlo do manjše spremembe meja območja.                                                              |
| Kompleks kraljeva palače v Mafri – palača, bazilika, samostan, vrt Cerco in Lovski park (Tapada) | A massive building with yellow facade and two bell towers in the middle                                     | Mafra                                | 2019       | 1573; iv (kulturno)             | Kompleks palače v Mafri je v začetku 18. stoletja naročil kralj Ivan V. Portugalski. Kompleks vključuje baziliko, kraljevo in kraljičino palačo, samostan in knjižnico. Zgrajen je bil v italijanskem baročnem slogu, predvsem po navdihu rimske arhitekture. Območje vključuje tudi vrt Cerco, ki meji na palačo in kraljeva lovišča. |
| Svetišče Bom Jesus do Monte v Bragi                                                              | Elaborate staircase leading to a church on a hill                                                           | Braga                                | 2019       | 1590; iv (kulturno)             | Svetišče je na pobočju gore Espinho nad Brago in je primer svetega romarskega kraja. Glavne stavbe so bile zgrajene v baročnem slogu, najbolj simbolično pa je Stopnišče petih čutov (na sliki). |

## Poskusni seznam
Poleg območij, ki so vpisana na seznam svetovne dediščine, lahko države članice vodijo seznam začasnih območij, ki jih lahko upoštevajo pri nominaciji. Nominacije za seznam svetovne dediščine so sprejete le, če je bilo območje predhodno navedeno na poskusnem seznamu. Portugal has 18 sites on its tentative list.
| Ime                                                                        | Slika                                                        | Lokacija                                | Leto vpisa | kriteriji                     | Opis |
| -------------------------------------------------------------------------- | ------------------------------------------------------------ | --------------------------------------- | ---------- | ----------------------------- | --- |
| Zgodovinska Lizbona, Globalno mesto                                        | Look at the Lisbon cathedral and surrounding buildings       | Lizbona                                 | 2017       | i, ii, iii, iv, vi (kulturno) | Ta nominacija obravnava svetovno zapuščino mesta Lizbona. Posebej zanimivi so deli, zgrajeni v srednjem veku, v dobi odkritij in prenove po lizbonskem potresu leta 1755. |
| Mértola                                                                    | Castle above a town, houses with white facades               | okrožje Beja                            | 2017       | ii, iii, vi (kulturno)        | Mesto Mértola leži na bregovih reke Guadiana, ki je služila kot komunikacijski kanal že od predrimskih časov. Iz paleokrščanskega obdobja je ohranjena krstilnica. V islamskem obdobju je imelo mesto pomembno gospodarsko vlogo v trgovini s kmetijskimi in mineralnimi dobrinami med Alentejo in drugimi deli Al Andaluza (muslimanske Hispanije) in severne Afrike. |
| Montado, kulturna krajina                                                  | Montado landscape: trees and grass growing in between        | Alentejo, Algarve, provinca Beira Baixa | 2017       | iv, v, vi (kulturno)          | Montado je kmetijsko-pastirski tip kulturne krajine, ki je nastajal skozi stoletja iz sredozemskega gozdnega ekosistema. Glavni drevesni vrsti sta hrast plutovec in hrast črnika (Quercus rotundifolia). Prvi se uporablja za proizvodnjo plute, medtem ko je želod drugega hrana za iberske prašiče. |
| Magellanova pot. Prvi okoli sveta.*                                        | Monument to discoveries and a globe in front                 | razni kraji                             | 2017       | ii, iv, vi (kulturno)         | Ta nominacija zajema kraje, ki jih je obiskal portugalski raziskovalec Ferdinand Magellan na svojem potovanju okoli sveta v zgodnjem 16. stoletju, prvem obkroženju v zgodovini. Poleg tega je odprava odkrila Magellanov preliv na Zahod in predstavljala prvo evropsko prečkanje Tihega oceana. Najdišča ob poti so v današnjem Urugvaju, Argentini, Braziliji, Zelenortskih otokih, Čilu, Indoneziji, Filipinih, Portugalski in Španiji.                                              |
| Vila Viçosa, Renesančno vojvodsko mesto                                    | Long palace and a horseman statue in front                   | okrožje Évora                           | 2017       | ii, iv (kulturno)             | V 15. stoletju je Vila Viçosa postala oporišče vojvod Braganških, ki so jo preoblikovali v skladu z ideali renesančnega urbanističnega načrtovanja. Zgrajena sta bila dva odprta trga, eden ob Vojvodski palači. Utrdbe in bastijoni so bili dodani v 17. stoletju. Načrt mesta je služil kot predloga za naselbine v portugalskih kolonijah. |
| Ilhas Selvagens                                                            | Rocky ocean coast                                            | Severni Atlantski ocean                 | 2017       | vii, viii, ix, x (naravno)    | Ta skupina nenaseljenih vulkanskih otokov in otočkov leži med Madeiro in Kanarskimi otoki. So najmanjši in najstarejši (27 milijonov let) arhipelag Makaronezije. Premostijo vrzel med dvema večjima arhipelagoma in so pomemben habitat za morske vrste ter gnezdišče za več vrst morskih ptic. |
| Pregradne utrdbe "Raia" (meja)                                             | Fortress on the top of a hill                                | Elvas, Marvão, Valença, Almeida         | 2017       | iv, vi (kulturno)             | Ta nominacija vključuje štiri kraje vzdolž portugalsko-španske meje, meje, ki je ostala relativno nespremenjena več kot 700 let. Obmejno garnizijsko mesto Elvas in njegove utrdbe so že del svetovne dediščine. Ostala tri mesta so grad Marvão (na sliki), grajska trdnjava Almeida in trdnjava v Valençi. Ključne utrdbe so iz 17. in 18. stoletja. |
| Akvadukt Aguas Livres                                                      | Aqueduct crossing a valley                                   | Lizbona                                 | 2017       | i, ii, iv (kulturno)          | Akvadukt, ki ga je naročil kralj Ivan V., je bil zgrajen med letoma 1731 in 1799. Celoten sistem se razteza 58 kilometrov od območja Sintre do Lizbone. V času gradnje je vseboval največji koničast lok na svetu z višino 65 metrov in širino 29 metrov, bil pa je tudi zadnji klasični akvadukt, ki je bil zgrajen kjerkoli na svetu. Preživel je lizbonski potres leta 1755. |
| Jakobova pot: Poti na Portugalskem                                         | Path under the trees and among stone walls                   | več lokacij                             | 2017       | ii, iii, iv, vi (kulturno)    | Ta nominacija zajema Jakobove poti na Portugalskem. Začetki romanja v svetišče apostola svetega Jakoba Velikega v stolnici Santiago de Compostela v Španiji segajo v 9. stoletje. Poti v Španiji in Franciji so že uvrščene na seznam svetovne dediščine. Na Portugalskem je šest glavnih poti, ki se začnejo iz Lizbone in drugih mest. V mestih, mimo katerih potekajo poti, so zgradili simbolične spomenike in več cerkva, pa tudi domove in bolnišnice za romarje.                  |
| Rimski proizvodni center za soljenje in konzerviranje rib v Tróii          | Ruins of fish-processing tanks                               | okrožje Setúbal                         | 2017       | iii, iv (kulturno)            | Arheološko najdišče Tróia vsebuje strukture, ki so se uporabljale v rimskih časih od 1. do 6. stoletja. Zaradi razpoložljivosti soli in obilja rib se je razvila industrija za proizvodnjo soljene ribe in ribje omake (garum). Ruševine so bile ponovno odkrite v 16. stoletju. Na mestu je bilo odkritih 25 tovarn in 182 predelovalnih rezervoarjev. |
| Ansambel arhitekturnih del Álvara Size na Portugalskem                     | White rectangular church building                            | različne lokacije                       | 2017       | i, ii, iv (kulturno)          | Ta dediščina obsega dela uglednega portugalskega arhitekta Álvara Siza Vieire, dobitnika Pritzkerjeve nagrade za arhitekturo leta 1992 na Portugalskem. Njegovo delo traja več kot 50 let. Stavbe, ki jih je zasnoval z edinstvenim arhitekturnim izrazom, pokrivajo vsa arhitekturna področja, vključno s posameznimi hišami, javnimi stavbami, cerkvami (na sliki cerkev v Marco de Canaveses) in športno infrastrukturo.                                                              |
| Jugozahodni naravni park Alentejo in obala Vicentine                       | Ocean coast                                                  | Alentejo Litoral, Barlavento Algarvio   | 2017       | viii, ix, x (naravno)         | Obala, ki se razteza približno 150 kilometrov od São Torpesa do Burgaua, je ena redkih preostalih dobro ohranjenih obal v južni Evropi. Je geološko pomembna, s kamninami iz obdobja zgornjega paleozoika do kvartarja. Je pomembna točka biotske raznovrstnosti, tako za morsko kot kopensko življenje, z atlantskimi in sredozemskimi značilnostmi. |
| Lizbonska Baixa                                                            | A large square with a horseman statue                        | Lizbona                                 | 2017       | i, ii, iv, vi (kulturno)      | Ta nominacija vključuje Baixo, zgodovinsko središče Lizbone. Po uničujočem lizbonskem potresu leta 1755 je bilo območje obnovljeno pod premierjem markizom Pombalom. Zasnova Baixe je sledila idealom razsvetljenstva s pravokotnim načrtom ulic, širokimi cestami in javnimi prostori. Pombalinova Baixa je eden prvih primerov potresno odporne konstrukcije z inženirskimi inovacijami, kot je Pombalinova kletka ali gaiola.                                                         |
| Puščava bosastih karmeličanov in Zgrajeni ansambel hotela Palace v Bussacu | A large building with an elaborate facade in front of a park | okrožje Aveiro                          | 2017       | ii, iii, iv (kulturno)        | "Puščava" se nanaša na veliko obzidano ograjeno območje, dolgo 1450 metrov in široko 950 metrov, kjer so menihi reda diskalcenih karmeličanov živeli v puščavniškem načinu življenja. Zgrajena je bila v letih 1628-30 in je delovala do razpustitve samostanov na Portugalskem leta 1834. V ograjenem prostoru je arboretum z eno najboljših zbirk eksotičnih drevesnih vrst v Evropi. Hotel Palace (na sliki) je bil dokončan leta 1920 v neomanuelinskem slogu.                       |
| Sedež in vrt fundacije Calouste Gulbenkian                                 | A modern building and a garden                               | Lizbona                                 | 2017       | i, ii, iv, vi (kulturno)      | Ta nominacija zajema kompleks Fundacije Calouste Gulbenkian, ki jo je ustanovil poslovnež in filantrop Calouste Gulbenkian. Kompleks vsebuje muzej, park, avditorij in upravni sedež fundacije ter je primer modernistične arhitekture, ki uravnoteži notranjo in zunanjo zasnovo. Gradnja kompleksa se je začela v 1950-ih in so jo nadzirali arhitekti Alberto Pessoa, Pedro Cid in Rui Jervis Atouguia. Krajinska arhitekta sta bila António Viana Barreto in Gonçalo Ribeiro Telles. |
| levade Madeire                                                             | A water channel in a forest                                  | Madeira                                 | 2017       | i, iii, iv, v (kulturno)      | Levade so sistem približno 800 km akvaduktov in vodnih poti, ki so jih skozi stoletja gradili na otoku Madeira. Ljudje so jih začeli graditi v 15. stoletju, ko je bila Madeira prvič poseljena. Sprva so jih uporabljali za dovod sladke vode iz gora in za namakanje, kasneje tudi za hidroelektrarne. Levade so bile najprej zgrajene iz bazaltne kamnine, kasneje tudi iz betona. Kanali so ozki, da omejijo izgube zaradi izhlapevanja.                                             |
| Srednjeatlantski hrbet*                                                    | A volcanic mountain in clouds                                | Azori                                   | 2017       | vii, viii, ix, x (naravno)    | To je transnacionalna nominacija, ki zajema območja v Srednjeatlantskem hrbtu. Na Portugalskem najdišča vključujejo vulkanske značilnosti na Azorih, vključno z goro Pico (na sliki), Capelinhos in Algar do Carvão, pa tudi podvodne gore in globokomorska hidrotermalna polja v okoliškem oceanu. Ta območja so pomemben habitat za kopenske in morske vrste. Ker je večina grebena potopljena, se je sistematično kartiranje začelo šele v 1960-ih.                                   |
| Mesta globalizacije                                                        | A lighthouse in Sagres                                       | različne lokacije                       | 2017       | ii, iv, vi (kulturno)         | Ta nominacija vključuje mesta na Portugalskem, ki so imela vlogo v dobi odkritij, ki se je začela v zgodnjem 15. stoletju. Najdišča vključujejo Sagres (na sliki), dom princa Henrika Pomorščaka, Lagos kot pristanišče, ki je igralo vlogo pri trgovini s sužnji v Atlantiku, Silves z tovarno sladkorja in tri naselja na otokih, koloniziranih v tem obdobju: Funchal na Madeiri in Angra do Heroísmo in Vila do Porto na Azorih.                                                     |